# Joep Packbiers
Jan Joseph „Joep” Packbiers (ur. 19 stycznia 1875 w Nuth, zm. 8 grudnia 1957 w Maastricht) – holenderski łucznik, mistrz olimpijski.
Packbiers startował na Letnich Igrzyskach Olimpijskich 1920 w Antwerpii. Podczas tych igrzysk sportowiec wraz z holenderską reprezentacją zdobył złoty medal w celu ruchomym z 28 metrów. Spośród holenderskich łuczników, Packbiers uzyskał trzeci wynik (394 punkty), gorszy tylko od Janusa Theeuwesa i Driekske van Bussela. Cała ośmioosobowa drużyna zdobyła 3087 punktów, wyprzedzając drugą Belgię o ponad 160 oczek. Była to jedyna konkurencja olimpijska, w której startował.